# Bizonja
Bizonja (mađarski: Bezenye; njemački: Pallersdorf, na čunovsko-gradišćanskom narječju: Bizunja),  selo u sjeverozapadnoj Mađarskoj u županiji (megye) Đursko-mošonjsko-šopronskoj, naseljeno još od rimskog doba. Najstariji stanovnici bili su Teutoni, a u novijoj povijesti dolaze Pečenezi, u mađarskom jeziku nazivani Besenyő, odakle mu i ime Bezenye, odnosno Bizonja. Hrvati (gradišćanski Hrvati) Haci, podrijetlom iz Dalmacije naseljavaju ga pojavom Turaka na balkanskim prostorima, i otada su većinsko stanovništvo. Ima i nešto Nijemaca koji su se tu naselili u 18. stoljeću.
U novije vrijeme (2005.) Hrvati iz Bizonje na čelu s Tildom Kőrösi sklapaju partnerstvo s kulturno-umjetničkim društvom iz Šenkovca u Hrvatskoj.
U Bizonji je bio rođen Matijaš Laáb pisac i prevoditelj Novog zavjeta na hrvatskom jeziku gradišćanskih Hrvata.

## Poznate osobe
- Kalist Ambruš, hrv. vjerski pisac
- Jive Žigmund Karner, hrv. vjerski pisac i prevoditelj
- Mate Drobilić, hrv. prevoditelj iz Mađarske
- Matijaš Laáb, hrv. pisac i prevoditelj iz Mađarske
- Gašpar Laáb (1747. – 1834.), geodet i inženjer vodogradnje

## Vanjske poveznice
- Welcome to Hungary!: Bezenye